# Emmanuel Moire
Emmanuel Moire (Le Mans, Francia, 16 de junio de 1979) es un cantante, compositor y actor francés.

Entre los años 2004 y 2007, encarna al rey Luis XIV en el musical Le Roi soleil, que lo hace conocer para el público en general. A continuación encarna a Emcee en el musical Cabaret de 2011 a 2012. Además ha sacado tres álbumes en solitario en 2006, 2009 y 2013.

## Biografía

### Formación musical y comienzos
Apasionado por la música desde la más tierna infancia, Emmanuel Moire, niño tímido y reservado, crece junto a su hermano gemelo Nicolas, recibiendo clases de música clásica y cursos de formación de cantautor. Recibe clases de canto y de música en el Conservatorio de Mans y en el Studio de Variétés con Sarah Sanders.
En paralelo a sus clases de música, consigue el bachillerato en ciencias económicas y sociales. Comienza sus estudios de geografía en la Universidad, y participa en el coro universitario de Mans. En el año 2000 es seleccionado para participar en el 16º encuentro de Astaffort, un curso de cantautor organizado por la asociación Voix du Sud, dirigida por Francis Cabrel.
Al mismo tiempo que practica canto y toca el piano, es profesor de canto en una escuela de música. En Mans participa entre los años 2000 y 2004 en varias formaciones, como Cabaret Le Pâtis, Association "La flambée de l'Epau" Chœur de l'université du Maine. En esta época participa también en On n'oublie rien, un musical sobre las canciones de Jacques Brel, y en Les chattes hurlantes con el grupo Utopium Théâtre.

### 2004 - 2007: Le Roi soleil
Después de haberse presentado a los cástines de los musicales de Les Mille et Une vies d'Ali Baba, Autant en emporte le vent y Belles ! Belles ! Belles !, Emmanuel Moire es elegido en 2004 para interpretar el personaje de Luis XIV en el musical Le Roi soleil, producido por Dove Attia y Albert Cohen, y bajo la dirección de Kamel Ouali.
Los sencillos Être à la hauteur, Mon essentiel y Tant qu'on rêve que interpreta, y el álbum del espectáculo se ponen en cabeza de ventas. Gracias a este musical tanto Emmanuel Moire como Christophe Maé, quien interpreta a Felipe I de Orleans, son conocidos por el público en general.

Este musical se representa a partir del 22 de septiembre de 2005 en el Palacio de los Deportes de París todas las noches. A finales de enero de 2006 el espectáculo inicia una gira con más de 400 representaciones en Francia, Bélgica y Suiza. El espectáculo consigue dos NRJ Music Awards en 2006 y 2007 en la categoría de Grupo/dúo francófono del año.
A la vuelta, en 2006, Emmanuel Moire, participa en la canción L'Or de nos vies del grupo Fight Aids Monaco para luchar contra el sida.

En julio de 2006 Emmanuel Moire graba su primer álbum, (Là) où je pars, en el que había estado trabajando durante su participación en Le Roi soleil. El álbum sale en noviembre de ese mismo año, mientras que él sigue actuando en Le Roi soleil.
Debido al gran éxito del musical, el grupo vuelve al Palacio de los Deportes de París en septiembre de 2006 durante varios meses y después vuelven a irse de gira. La novedad es la presencia de los músicos en el escenario junto con los cantantes y bailarines. La última representación del espectáculo tiene lugar en el Palais Omnisports de Paris-Bercy el 8 de julio de 2007.
A partir de este momento Emmanuel Moire se consagra a su carrera como solista.

### 2006 - 2010: deSourireaL'Équilibre
Su primer álbum en solitario, (Là) où je pars, sale el 13 de septiembre de 2006. El solitario Le Sourire había salido ya algunas semanas antes. Este álbum consigue ser disco de oro un mes después de su publicación.
Emmanuel compone 5 de los solitarios, incluido Le Sourire. Él se rodea además de reputados compositores, como William Rousseau y Rod Janois. Pero es sobre todo su amigo y compañero musical Yann Guillon quien escribe las letras del álbum.
El 1 de septiembre de 2007, en el Festival Internacional de la Canción de Sopot, Polonia, donde interpreta el sencillo Ça me fait du bien, acaba primero en la categoría de cantantes internacionales, frente a artistas como Thierry Amiel. Este single es una adaptación en francés de la canción A Good day de Lou Cowell.
Entre noviembre y diciembre de 2007, Emmanuel está de gira por Francia con unos 50 conciertos.
A finales de año, su álbum supera las 125.000 ventas, obteniendo un considerable éxito. El público y los medios de comunicación lo comparan a veces con su compañero de Le Roi soleil, Christophe Maé.
El 13 de abril de 2009 sale su segundo álbum, L'Équilibre. En este álbum, el cantante se inclina un poco hacia la música electropop. Se trata de un álbum más maduro y personal que el primero. Todos los títulos del álbum están compuestos por él, y las letras de todas las canciones están escritas por Yann Guillon, salvo la canción Habillez-moi, escrita por Doriand y Claire Joseph. Este viraje musical le permite conquistar un público más adulto y maduro. Este álbum está dedicado a su hermano gemelo Nicolas, muerto en enero, especialmente con la canción Sois tranquille.

### 2011 - 2014:Cabaret,Danse avec les starsyLe Chemin
En mayo de 2011, mientras que Emmanuel prepara su tercer álbum, su compañía musical, Warner Music Group, rompe su contrato.
Emmanuel Moire se une a la compañía que había representado el musical Cabaret entre 2006 y 2008, e interpreta a partir del 6 de octubre de 2011 a Emcee, el extravagante y bisexual maestro de ceremonias del Kit kat club. Este espectáculo se representa 90 veces en el Théâtre Marigny, y en enero de 2012 hace una gira. Esta nueva versión de Cabaret cosecha también un gran éxito.
En diciembre de 2011 anuncia que está preparando su tercer álbum y que espera poder sacarlo a finales del año 2012.
Del 6 de octubre al 1 de diciembre de 2012, Emmanuel participa en el programa Danse avec les stars en TF1. El cantante consigue la victoria de esta tercera edición del programa, frente a personajes como Amel Bent o Taïg Khris. Él participa además en la emisión "Danse avec les stars" fête Noël.
Emmanuel Moire participa en el disco Génération Goldman con Amandine Bourgeois con la canción Au bout de mes rêves. El disco consigue el disco de diamante en menos de un mes.
Ocho meses más tarde el cantante participa en el disco Génération Goldman volume 2 con la cantante Pauline con la canción Juste après.
A partir de enero de 2013, él forma parte del grupo de cantantes del programa Ce soir on chante...
El 14 de enero de 2013 se anuncia su contrato con Mercury Records, filial de Universal Music Group. El álbum Le Chemin sale el 29 de abril de 2013. Descrito como más personal, está compuesto por el propio Emmanuel. Correalizados por él y Ninjamix, todos los títulos son escritos por su amigo Yann Guillon, excepto Je ne sais rien y Le jour por el tándem Guillon-Moire. El artista reconstruye en este álbum sus últimos cuatro años. Cabe destacar también el sencillo Beau malheur, que apareció poco antes que el álbum.

### 2018-presente:Destination Eurovision 2019
El 24 de diciembre de 2018 fue anunciado que participaría en Destination Eurovision 2019 como uno de los candidatos para representar a Francia en el Festival de la Canción de Eurovisión 2019 con la canción La promesse.

### Vida privada
El 28 de enero de 2009 su hermano gemelo Nicolas muere como consecuencia de las heridas recibidas durante un atropello acaecido días antes del que resultó en coma.
En noviembre de 2009 Emmanuel Moire revela su homosexualidad en una entrevista para la revista Têtu, confesión de la cual el artista no se arrepiente.

## Discografía
- (Là) où je pars (2006)
- L'Équilibre (2009)
- Le Chemin (2013)
- La rencontre (2015)
- Odyssée (2019)